# Yamada Kazuo

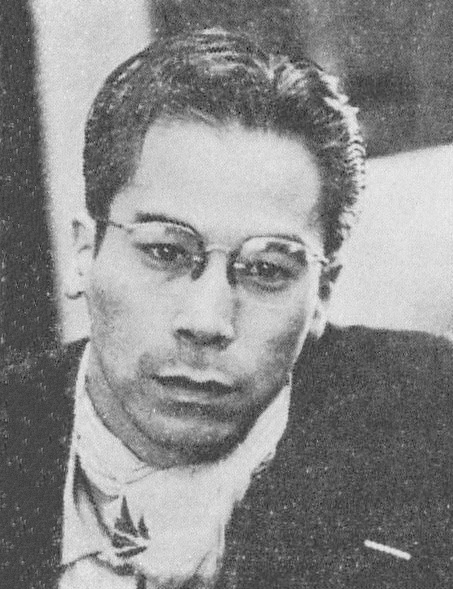
Yamada Kazuo

Yamada Kazuo (japanisch 山田 一雄, Yamada Kazuo; geboren am 19. Oktober 1912 in Tokio, Japan; gestorben am 13. August 1991, ebenda) war ein japanischer Musiker, Dirigent und Komponist.

## Leben
Yamada studierte an der Bildungsstätte Gakushūin und an der späteren Universität der Künste Tokio die Fächer Klavier bei Leo Sirota und Paul Weingarten, Komposition bei dem Mahler-Schüler Klaus Pringsheim senior und Dirigieren bei Joseph Rosenstock. Als Komponist trat er erstmals 1937 mit Prelude on a Japanese Folk Song in Erscheinung, mit diesem Werk gewann er im selben Jahr den ersten Preis beim Wettbewerb für Orchestermusik der Rundfunkgesellschaft NHK. 1938 folgten weitere Preise vom New Symphony Orchestra für seine Sinfonische Dichtung A Song of Young People und der Weingarten-Preis für seine Sinfonische Dichtung Kiso.
Sein Debüt als Dirigent fand 1940 am Pult des New Symphony Orchestra statt, wo er 1941 Ko-Dirigent wurde. 1942 erhielt dieser Klangkörper den neuen Namen Japan Symphony Orchestra, im selben Jahr wurde Yamada zum ständigen Dirigenten des Orchesters benannt, das er gemeinsam mit Otaka Hisatada zum späteren NHK Symphony Orchestra ausbaute. In dieser Zeit stellte Yamada zahlreiche europäische Werke erstmals in seinem Land vor, so dirigierte er die von der NHK geförderte japanische Erstaufführung von Engelbert Humperdincks Oper Hänsel und Gretel und erhielt dafür 1949 den Mainichi Music Award. Er leitete als Dirigent weitere japanische Premieren, u. a. Mahlers 2. und 8. Sinfonie, Schostakowitschs 5. Sinfonie, Weberns Sechs Stücke für Orchester, Strawinskys Le sacre du printemps, Honeggers Le Roi David und Messiaens Sept Haîkaî. Esquisses japonaises. Yamada setzte sich auch für zeitgenössische japanische Komponisten ein, so dirigierte er die Uraufführungen der 3. Sinfonie von Moroi Saburō, der Two Symphonic Movements von Ikenouchi Tomojirō und des Marimbakonzerts Lauda Concertata von Ifukube Akira.
Ab 1953, nach anderen Quellen von 1965 bis 1972, lehrte Yamada außerdem an der Universität der Künste Tokio. Bei ihm studierten namhafte Dirigenten und Komponisten, u. a. Ishimaru Hiroshi (1922–1998), Hiroshi Wakasugi, Yukinori Tezuka (1940–2020), Ken’ichiro Kobayashi (* 1940), Hikotarō Yazaki (* 1947), Kazuhiro Koizumi und Yoshikazu Tanaka (* 1958).
Nach 13 Jahren beim NHK Symphony Orchestra machte Yamada ab 1955 zunehmend auch im Ausland Karriere. Er dirigierte europäische Orchester wie das Staatliche Sinfonieorchester der UdSSR, die Slowakische Philharmonie und die Dresdner Philharmonie, außerdem Orchester in Nord-, Südamerika und Südafrika.
In Japan war Yamada Musikdirektor beim Gunma Symphony Orchestra (1968–1974), Chefdirigent beim Kyōto Symphony Orchestra (1972–1976) und Künstlerischer Berater beim Japan Shinsei Orchestra (1977–1991), wo er nach seinem Abschied noch zum Ehrendirigenten auf Lebenszeit ernannt wurde.
Für seine Einspielung von Mahlers 9. Sinfonie 1986, die erst 2011 erschien, erhielt er den Preis der Japanischen Akademie der Künste in der Kategorie „Westliche Musik“. Seine Dirigate waren geprägt von leidenschaftlicher Energie, berühmt war er für seine Luftsprünge.
Im Juli 1991 wurde Yamada zum Musikdirektor des Kanagawa Philharmonic Orchestra ernannt. Kurz darauf starb er im August 1991 mit 78 Jahren in Tokio.

## Rezeption
Yamada wurde in der Zeit vor dem Zweiten Weltkrieg zunächst als Komponist von Liedern in der Tradition französischer Komponisten des 20. Jahrhunderts bekannt. In diesem Bereich galt er als Nachfolger von Hashimoto Kunihiko. Gleichzeitig trat er auch mit Orchesterwerken hervor. Doch dieser Teil seines Schaffens geriet weitgehend in Vergessenheit, weil Yamada nach 1945 die Veröffentlichung seiner vor dem Krieg entstandenen Orchesterwerke verweigerte. So blieb er vor allem als Dirigent und allenfalls als Liederkomponist in Erinnerung. Ab Mitte der 2000er wurden auch seine Orchesterwerke wieder auf Labels wie Naxos publiziert.

## Schaffen als Komponist
Zusammen mit den Komponisten Moroi Saburō, Fukai Shirō, Abe Kōmei, Ogura Rō, Ozaki Muneyoshi und dem Musikkritiker Yamane Ginji gründete Yamada 1937 die Gruppe Prometheus, die sich gegen den Nationalismus und gegen den „oberflächlichen Exotismus“ in der japanischen Musik wandte. Als Protest gegen diesen Trend komponierte er sein später preisgekröntes Orchesterwerk A Song of Young People.
Yamadas Rückgriff auf japanische Musik blieb nicht im Ungefähren, sondern er verwendete existente Melodien. In dem 1939 entstandenen Orchesterwerk Kiso verarbeitete er zwei Volkslieder, Obako aus der Region Tōhoku und Kiso-bushi aus der Präfektur Nagano.
Stilistisch wurde Yamadas Werk durch Richard Strauss, Béla Bartók und Paul Hindemith, durch den Expressionismus und die Neue Sachlichkeit beeinflusst, vor allem aber durch Gustav Mahler.

## Anmerkung
1. ↑  Grove Music gibt Kanagawa als Sterbeort an.